# رالف گوتری
رالف گوتری (انگلیسی: Ralph Guthrie; ۱۳ سپتامبر ۱۹۳۲ – ۱۹۹۶ (۶۳−۶۴ سال)) فوتبالیست اهل بریتانیا بود.
از باشگاه‌هایی که در آن بازی کرده‌است می‌توان به باشگاه فوتبال آرسنال و باشگاه فوتبال هارتل پول یونایتد اشاره کرد.